# Wasserstrich
Der Wasserstrich ist ein linker Nebenfluss des Saleskbaches in der Westlausitz in Sachsen.

## Verlauf
Der Bach entspringt südlich von Koitzsch an den Striemen auf der Lausitzer Platte und fließt auf seinem Oberlauf am Rand des Koitzscher Waldes östlich an Koitzsch vorbei. Auf seinem weiteren Lauf wird der Wasserstrich verrohrt durch die Felder geleitet und tritt in Neukirch wieder zu Tage. Entlang des Wasserstriches erstrecken sich die Dörfer Neukirch, Gottschdorf, Schwepnitz und Grüngräbchen. Auf seinem gesamten Lauf fließt der Wasserstrich mit nördlicher Richtung durch eine weitgehend flache Landschaft mit einigen Kuppen. Nach 12,6 km mündet er in Grüngräbchen gegenüber dem Schlossberg in den Saleskbach.
Zwischen Schwepnitz und der Rhododendrongärtnerei Seidel führt die Trasse des stillgelegten Abschnitts der Bahnstrecke Dresden-Klotzsche–Straßgräbchen-Bernsdorf auf einer Brücke über den Bach. Bis nach Grüngräbchen  erstreckt sich östlich des Baches das Naturschutzgebiet Erlenbruch-Oberbusch Grüngräbchen. Am südlichen Ortsausgang von Grüngräbchen wird der Wasserstrich im Mühlteich gestaut.

## Geschichte
Die Wasserkraft des Baches wurde früher in Neukirch und Gottschdorf zum Betrieb von Wassermühlen genutzt. Im Grünen Tal am südlichen Ortsausgang von Schwepnitz wurde linksseitig der Mühlgraben abgeleitet, der die zum Rittergut gehörende Mahl-, Brett- und Knochenmühle antrieb, der Mühlgraben, der Mühlteich sowie die Schwepnitzer Mühle sind heute nicht mehr existent.
1827 wurden nördlich von Schwepnitz die beiden Eichteiche und der Hinterteich angelegt; bewässert wurden die neuen Schwepnitzer Fischteiche, die im Gegensatz zum Großen und dem Kleinen Triemigteich und dem Birkenteich künstlich aufgestaut sind, über einen im Ortszentrum von der Pfarrgasse und der Froschquake abgeleiteten Bewässerungsgraben. Zwischen den Eichteichen und dem Hinterteich entstand noch der Vorderteich, mit dem die Eichteiche später durchgestochen wurden. 1884 wurde der Stockteich angelegt, in seiner Mitte befindet sich eine 30 m² große Insel, die ein Vogelnistplatz ist.
1897 erwarben die Brüder Traugott Jacob Rudolf und Traugott Jacob Heinrich Seidel ein größeres Stück Moorland zwischen Schwepnitz und Grüngräbchen und errichteten dort eine Rhododendrongärtnerei, die bis dato besteht.

## Zuflüsse
- Zschuhgraben (r)